# Suzanne Vega

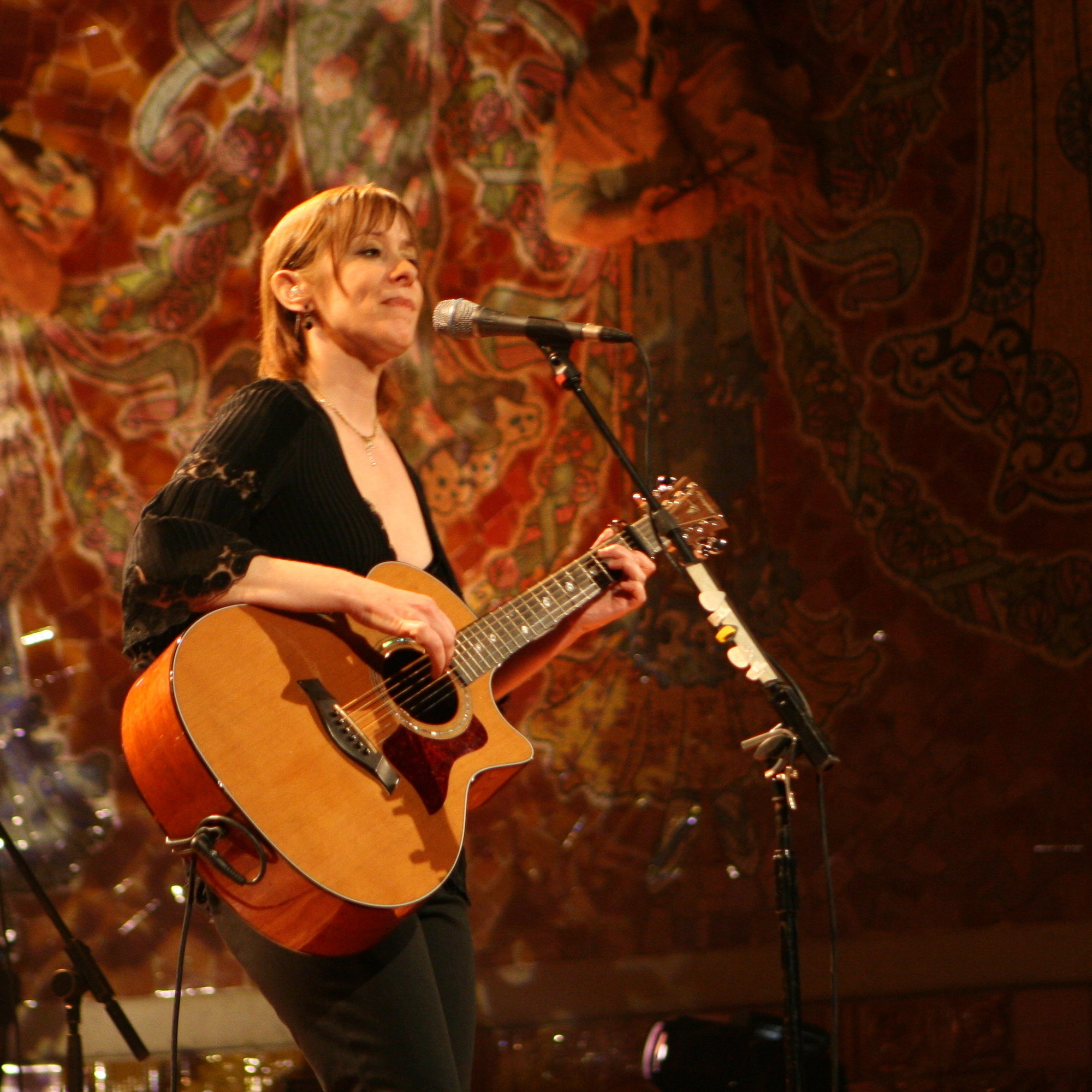
Suzanne Vega a Barcellona nel 2008

Suzanne Nadine Vega (/ˈviːɡə/; Santa Monica, 11 luglio 1959) è una cantautrice statunitense.

## Biografia

### Infanzia ed esordi
È nata a Santa Monica in California. Suzanne, sua madre e suo padre adottivo si trasferirono a New York, dove la bimba crebbe nei quartieri socialmente "difficili" di Spanish Harlem e dell'Upper West Side. All'età di nove anni cominciò a scrivere poesie e a 14 anni scrisse la sua prima canzone. In seguito ha frequentato la New York High School of Performing Arts, la scuola in cui è ambientato il film e musical Saranno famosi, dove ha studiato danza moderna. Tuttavia la musica era il suo primo amore. Mentre era studentessa di letteratura inglese al Barnard College della Columbia University si esibiva in piccoli locali del Greenwich Village. Nel 1984 ottenne un contratto da un'etichetta discografica.
Nel maggio 1985 fece il suo debutto discografico con l'album omonimo che fu ben accolto dalla critica. Non erano tipiche canzoni di protesta, ma canzoni di introspezione alla maniera dei cantautori degli anni settanta. Il disco, prodotto da Lenny Kaye e Steve Addabbo, raggiunge l'undicesima posizione della Official Albums Chart britannica.
Solitude Standing (aprile 1987), il suo secondo lavoro, conteneva due singoli di successo: Tom's Diner, in seguito remixato da due produttori di musica dance britannici col nome di DNA, e Luka. La musica del disco è più orientata al pop rispetto al suo primo album. L'album ottenne un ottimo successo raggiungendo la seconda posizione della Official Albums Chart e la numero 11 della Billboard 200.

### Anni novanta
Days of Open Hand (aprile 1990), il terzo album di Suzanne Vega, portò a un cambio di stile: la musica divenne più sperimentale e i testi esprimevano una maggior emozione. L'album, prodotto dalla stessa Vega con Anton Sanko, mancava di un singolo da hit parade (Book of Dreams è l'unico estratto) ed è maggiormente considerato nel suo complesso. Il disco tuttavia ha vinto un Grammy Award nella categoria "Best Package" nel 1991 e ha raggiunto la posizione numero 7 della classifica di vendita del Regno Unito.
Nel 1992 pubblica l'album 99.9F° ("ninety-nine point nine Fahrenheit degrees"), che consiste in una miscela eclettica di musica folk, musica dance e musica industriale. Le canzoni sono brevi e lo stile minimale. Registrato tra lo Stato di New York e la California, il disco è prodotto da Mitchell Froom che diventerà marito dell'artista.
Nine Objects of Desire, il quinto album, venne pubblicato nel settembre 1996. La musica variava da uno stile semplice ed essenziale a una produzione industriale come 99.9F°. Questo album contiene il brano Caramel, incluso nel film Un uomo in prestito (The Truth About Cats and Dogs); mentre Woman on the Tier, non presente nel disco, è stato inserito nel film Dead Man Walking - Condannato a morte. Infatti David Robbins, che curava le musiche del film Dead Man Walking, chiese a cantautori come Bruce Springsteen, Patti Smith, Tom Waits, Johnny Cash, Suzanne Vega, Michelle Shocked, Steve Earle e Lyle Lovett di scrivere qualche composizione musicale ispirata alla trama del film. Nel 1997 prende parte all'album-musical Heaven & Hell di Joe Jackson, ispirato ai sette peccati capitali. Nel 1999 viene pubblicato un libro ispirato a lei: si tratta di The Passionate Eye: The Collected Writing of Suzanne Vega (Avon Books).

### Anni 2000
A settembre del 2001 esce Songs in Red and Gray. Il soggetto prende spunto dal divorzio di Vega dal marito, il produttore discografico Mitchell Froom. Si tratta inoltre dell'ultima pubblicazione per la A&M Records con cui produceva dal 1983. L'album è stato registrato tra il novembre 2000 ed il maggio 2001 con il produttore Rupert Hine. Nel 2002 ha partecipato a un concerto dedicato al fratello Tim Vega. Nel 2003 è stata realizzata la raccolta dei migliori brani intitolata Retrospective - The Best of Suzanne Vega di cui la versione inglese include un bonus CD come il DVD contenente 20 canzoni in più. Si esibisce in Germania con il chitarrista jazz Bill Frisell.
Nell'ambito informatico è conosciuta perché la sua canzone Tom's Diner è stata usata come traccia di riferimento per il sistema di compressione MP3. Inoltre il 3 agosto 2006 una sua performance radiofonica è anche stata trasmessa dal vivo su Internet nel "mondo virtuale" di Second Life e fu la prima volta per un'artista di una major: per l'occasione furono creati un avatar della cantante e una versione virtuale della sua chitarra acustica. In questo periodo ha anche tenuto concerti di beneficenza per Amnesty International e per il Darfur. Inoltre ha preso parte come protagonista a un film-documentario di Christopher Seufert.
Nella primavera del 2006 ha firmato un contratto con la Blue Note Records che ha pubblicato l'album Beauty & Crime nel luglio 2007. L'album è prodotto da Jimmy Hogarth che per questo lavoro ha vinto un Grammy quale "best engineered album, non-classical". Si tratta comunque dell'unica produzione per la Blue Note dal momento che nel giugno 2008 Suzanne lascia l'etichetta. Si dedica anche alla musica indipendente facendo da giurata in diverse occasioni agli Independent Music Awards.

### Anni 2010
Collabora al progetto Dark Night of the Soul (luglio 2010) ideato da Danger Mouse e Sparklehorse con il brano The Man Who Played God, ispirato a Pablo Picasso.
Per motivi artistici decide di ri-registrare la gran parte del suo repertorio precedente con nuovi arrangiamenti ridotti nella serie Close-up. Nel 2010 pubblica i primi due volumi, Love Songs e People & Places, mentre il terzo volume States of Being viene distribuito nel luglio 2011. Infine il quarto volume (Songs of Family) esce nel settembre 2012 e contiene tre brani inediti (Brother Mine, The Silver Lady e Daddy Is White). Nel 2011 ha collaborato con Jonathan Coulton per l'album Artificial Heart.
Nel 2014, dopo sette anni di attesa, esce un nuovo album di inediti: si tratta di Tales from the Realm of the Queens of Pentacles, reso disponibile dal 3 febbraio in streaming. In questo lavoro l'autrice è accompagnata da Gerry Leonard (produttore), Kevin Killen (missaggio) e da molti musicisti, tra cui Jay Bellerose (batterista di T-Bone Burnett), Tony Levin (bassista di Peter Gabriel), Gail Ann Dorsey, Zachary Alford e i collaboratori di sempre Mike Visceglia e Doug Yowell.
Il 14 ottobre 2016 è uscito il nuovo album di inediti, Lover, Beloved: Songs from an Evening with Carson McCullers.

## Vita privata
Nel marzo 1995 ha sposato il produttore discografico Mitchell Froom che ha prodotto due dischi dell'artista. La coppia ha avuto una figlia, nata nel 1994, di nome Ruby. Nel 1998 Mitchell e Suzanne si sono separati a causa del tradimento di Mitchell con la cantante Vonda Shepard.
Nel febbraio 2006 ha sposato l'avvocato Paul Mills. Sul sito della cantante c'è scritto che i due si sono conosciuti nel 1981 e che Mills si è proposto a lei nel 1983.
Pratica il Buddhismo Nichiren ed è membro dell'associazione Soka Gakkai.

## Discografia

### Album in studio
- 1985 – Suzanne Vega
- 1987 – Solitude Standing
- 1990 – Days of Open Hand
- 1992 – 99.9F°
- 1996 – Nine Objects of Desire
- 2001 – Songs in Red and Gray
- 2007 – Beauty & Crime
- 2014 – Tales from the Realm of the Queens of Pentacles
- 2016 – Lover, Beloved: Songs from an Evening with Carson McCullers
- 2025 – Flying with Angels

### Raccolte
- 1998 – Tried & True - The Best of Suzanne Vega
- 2003 – Retrospective - The Best of Suzanne Vega
- 2010 – Close-Up Vol. 1, Love Songs
- 2010 – Close-Up Vol. 2, People & Places
- 2011 – Close-Up Vol. 3, States of Being
- 2012 – Close-Up Vol. 4, Songs of Family

### Singoli
- 1985 – Marlene on the Wall
- 1985 – Small Blue Thing
- 1985 – Knight Moves
- 1986 – Left of Centre
- 1986 – Gypsy
- 1987 – Luka
- 1987 – Tom's Diner
- 1987 – Solitude Standing
- 1990 – Book of Dreams
- 1990 – Tom's Diner (DNA remix)
- 1990 – In Liverpool
- 1992 – 99.9 °F
- 1992 – Blood Makes Noise
- 1993 – When Heroes Go Down
- 1996 – No Cheap Thrill
- 1997 – Birth-day
- 1997 – World Before Columbus
- 1997 – Headshots
- 1998 – Book & a Cover
- 1999 – Rosemary/Remember Me
- 2001 – Widow's Walk
- 2001 – Last Year's Troubles
- 2001 – Penitent
- 2002 – (I'll Never Be) Your Maggie May
- 2007 – Pornographer's Dream
- 2014 – I Never Wear White
- 2014 – Fool's Complaint
- 2014 – Don't Uncork What You Can't Contain